# 金眼鯛屬
金眼鯛屬（学名：Beryx）为輻鰭魚綱金眼鯛目金眼鲷科的一属鱼类。

## 下属物种
- - 大目金眼鯛 Beryx decadactylus：又稱十指金眼鲷
  - 軟體金眼鯛 Beryx mollis
  - 紅金眼鯛 Beryx splendens

## 扩展阅读
維基物種上的相關：金眼鯛屬